# Shannon Racing Cars
Pour les articles homonymes, voir Shannon.
Ne doit pas être confondu avec Shannon Racing.
Shannon Racing Cars est une ancienne écurie de Formule 1 britannique qui a engagé la Shannon SH1, une monoplace à moteur V8 Climax, conçue par Paul Emery et Hugh Aiden-Jones, et pilotée par le britannique Trevor Taylor.

## Historique
La SH1 n'a participé qu'à un seul Grand Prix de Formule 1, celui de Grande-Bretagne 1966 en se qualifiant en dix-huitième position avec un temps en 1 min 41 s 6, à 7,1 secondes de la pole position établie par Jack Brabham. En course, Taylor ne réalise aucun tour à cause d'un réservoir d'essence défaillant. Deux mois plus tard, au Grand Prix d'Italie, elle ne parvient pas à participer aux qualifications à cause d'un moteur récalcitrant.
Son passage éphémère en Formule 1 s'arrête.

## Résultats en championnat du monde de Formule 1
| Saison | Écurie              | Châssis     | Moteur    | Pneus  | Pilotes       | Grands Prix disputés | Points inscrits | Classement |
| ------ | ------------------- | ----------- | --------- | ------ | ------------- | -------------------- | --------------- | ---------- |
| 1966   | Shannon Racing Cars | Shannon SH1 | Climax V8 | Dunlop | Trevor Taylor | 1 (1 forfait)        | 0               | Non classé |

| Saison | Écurie              | Châssis     | Moteur    | Pneumatiques | Pilotes       | Courses | Courses | Courses | Courses | Courses | Courses | Courses | Courses | Courses | Points inscrits | Classement |
| Saison | Écurie              | Châssis     | Moteur    | Pneumatiques | Pilotes       | 1       | 2       | 3       | 4       | 5       | 6       | 7       | 8       | 9       | Points inscrits | Classement |
| ------ | ------------------- | ----------- | --------- | ------------ | ------------- | ------- | ------- | ------- | ------- | ------- | ------- | ------- | ------- | ------- | --------------- | ---------- |
| 1966   | Shannon Racing Cars | Shannon SH1 | Climax V8 | Dunlop       |               | MON     | BEL     | FRA     | GBR     | P-B     | ALL     | ITA     | USA     | MEX     | 0               | Non classé |
| 1966   | Shannon Racing Cars | Shannon SH1 | Climax V8 | Dunlop       | Trevor Taylor |         |         |         | Abd     |         |         | Forf    |         |         | 0               | Non classé |

Légende : ici